# Foetidia cuneata
Foetidia cuneata är en tvåhjärtbladig växtart som beskrevs av Jean Marie Bosser. Foetidia cuneata ingår i släktet Foetidia och familjen Lecythidaceae. Inga underarter finns listade i Catalogue of Life.